# DeSoto (Texas)
DeSoto es una ciudad ubicada en el condado de Dallas en el estado estadounidense de Texas. En el Censo de 2010 tenía una población de 49.047 habitantes y una densidad poblacional de 874,49 personas por km².

## Geografía
DeSoto se encuentra ubicada en las coordenadas 32°35′58″N 96°51′47″O / 32.59944, -96.86306. Según la Oficina del Censo de los Estados Unidos, DeSoto tiene una superficie total de 56.09 km², de la cual 55.99 km² corresponden a tierra firme y (0.17%) 0.1 km² es agua.

## Demografía
Según el censo de 2010, había 49.047 personas residiendo en DeSoto. La densidad de población era de 874,49 hab./km². De los 49.047 habitantes, DeSoto estaba compuesto por el 23.16% blancos, el 68.6% eran afroamericanos, el 0.41% eran amerindios, el 0.93% eran asiáticos, el 0.04% eran isleños del Pacífico, el 4.96% eran de otras razas y el 1.9% pertenecían a dos o más razas. Del total de la población el 12.06% eran hispanos o latinos de cualquier raza.